# Anna Handler

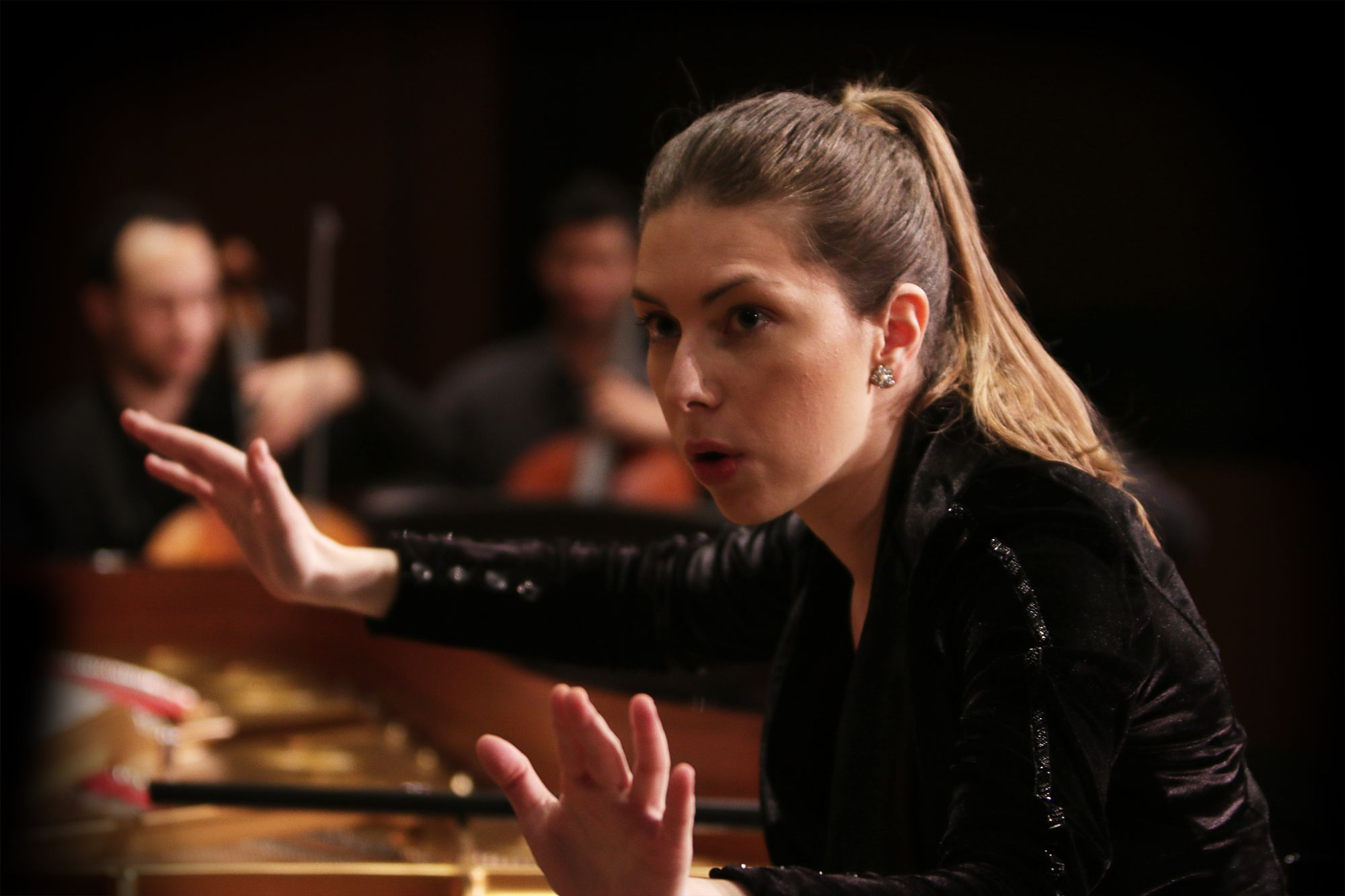
Anna Handler (2019)
(Foto: Fabian Wildgrube)

Anna Isabella Handler (* 16. April 1996 in Cagnes-sur-Mer) ist eine deutsche Dirigentin und Pianistin. Sie war Dudamel Fellow des Los Angeles Philharmonic Orchestra für die Saison 2023/24. Seit September 2024 ist sie für zwei Jahre stellvertretende Dirigentin beim Boston Symphony Orchestra. Ende 2024 wurde sie zusätzlich zur Kapellmeisterin an der Deutschen Oper Berlin ab der Spielzeit 2025/26 ernannt, in der sie unter anderem elf verschiedene Opernaufführungen dirigieren wird.

## Leben
Anna Handler wurde als Tochter eines deutschen Vaters und einer kolumbianischen Mutter in Cagnes-sur-Mer geboren, wo ihre Eltern als Ingenieure arbeiteten. Sie ist in München zusammen mit ihrer jüngeren Schwester Laura aufgewachsen, mit der sie zunächst ein Gesangsduo bildete. Sie studierte Klavier und Dirigieren bei Ingrid Fliter an der Accademia Pianistica di Imola, bei Adrian Oetiker an der Hochschule für Musik und Theater München, bei Henri Sigfridsson an der Folkwang Universität der Künste in Essen, bei Nicolás Pasquet und Ekhart Wycik an der Hochschule für Musik Franz Liszt Weimar und bei Pavel Gililov an der Musikakademie in Liechtenstein. Im Mai 2023 schloss sie ihr Studium bei David Robertson an der Juilliard School in New York ab, für das sie als erste Dirigentin überhaupt das Juilliard Kovner Fellowship für herausragende Studenten der klassischen Musik erhielt.

## Laufbahn
Nach ihrem Debüt bei den Salzburger Festspielen 2022 als musikalische Leiterin des Káťa-Kabanová-Camps wurde sie dort wieder engagiert, um neue Produktionen von Ravels L’enfant et les sortilèges (2023) und Orffs Die Kluge (2024) zu dirigieren. Weitere Höhepunkte in den Jahren 2023 und 2024 waren ihre Debüts beim Los Angeles Philharmonic Orchestra, beim Minnesota Orchestra und North Carolina Symphony Orchestra, beim BBC Philharmonic Orchestra, bei den Grazer Philharmonikern und dem Münchner Rundfunkorchester.
In der Saison 2022/23 gab sie ihr Debüt beim Deutschen Symphonie-Orchester Berlin, beim Sinfonieorchester Liechtenstein, bei dem Orquesta Filarmónica de la UNAM in Mexiko  und der Mecklenburgischen Staatskapelle Schwerin.
Handler assistierte namhaften Dirigenten wie Kirill Petrenko – wobei sie unter anderem die Bühnenmusik für die konzertante Opernproduktion Mazeppa mit den Berliner Philharmonikern dirigierte –, Daniel Harding (Symphonieorchester des Bayerischen Rundfunks), Barbara Hannigan (LSO, Münchner Philharmoniker) sowie Manfred Honeck und Simone Young. An der Bayerischen Staatsoper assistierte sie Oksana Lyniv und übernahm die musikalische Leitung der Produktion Eva und Adam, die im Rahmen der Münchner Opernfestspiele 2019 uraufgeführt wurde.
Als Gründerin und Leiterin des Ensembles Enigma Classica hat Handler mit namhaften Solisten wie Arabella Steinbacher, Daniel Müller-Schott, Sabine Meyer und ihrer Schwester, der Violinistin Laura Handler, mit der sie ein erfolgreiches Instrumentalduo bildet, zusammengearbeitet. Gemeinsam mit ihrem Team von Enigma Classica präsentierte sie im August 2022 beim Festival junger Künstler in Bayreuth ein interdisziplinäres Projekt zur Musikvermittlung mit einer Echtzeit-Videoanimation. Sie wurde mit dem Maria-Ladenburger-Förderpreis in Kooperation mit dem WDR, der Stiftung Cusanuswerk und der Deutschen Grammophon ausgezeichnet. Außerdem zeichnete sie die Europäische Kulturstiftung Europamusicale mit dem Rising Star Award aus.
Im Dezember 2024 wurde Anna Handler zur Kapellmeisterin an der Deutschen Oper Berlin ernannt, einem der größten und modernsten Opernhäuser Europas. In dieser Funktion, die sie ab der Spielzeit 2025/26 ausüben wird, wird sie unter anderem elf verschiedene Opernaufführungen dirigieren. Ihr Engagement beim Boston Symphony Orchestra, mit dem sie im August 2025 beim Tanglewood Music Festival debütieren und in der Saison 2025/26 ihr erstes Abonnementskonzert in der Symphony Hall in Boston leiten wird, führt sie gleichzeitig weiter.

## Video-Aufnahmen
- Johann Strauss: Die Fledermaus (Ouvertüre), Johannes Brahms: Tragische Ouvertüre, Zoltán Kodály: Tänze aus Galanta, Finale. The Juilliard Orchestra unter Anna Handler. Alice Tully Hall, New York 2022/2023. Video auf YouTube (13:42 min).
- Giuseppe Verdi: La forza del destino, Ouvertüre. Allegra Festival & Academy unter Anna Handler, Bulgaria Hall, Sofia, 22. Juli 2022. Video auf YouTube (9:00 min).
- Edvard Grieg: Sonate Nr. 3 für Violine und Klavier c-Moll op. 45. Anna Handler (Klavier), Laura Handler (Violine). Siemensvilla, Berlin, 2021. Video auf YouTube (15:53 min).
- Antonín Dvořák: Silent Woods (Waldesruh) für Cello und Orchester, op. 68/5. Ensemble Enigma Classica, Anna Handler (Klavier), Laura Moinian (Cello). München, 2021. Video auf YouTube (6:01 min).
- Johannes Brahms: Variationen über ein Thema von Robert Schumann, op. 9. Anna Handler (Klavier). Siemensvilla Berlin, 2021. Video auf YouTube (19:09 min).
- Wolfgang Amadeus Mozart: 23. Klavierkonzert in A-Dur, KV 488, 1. Satz (Allegro). Ensemble Enigma Classica, Anna Handler (Klavier). München, 2019. Video auf YouTube (11:17 min).
- Wolfgang Amadeus Mozart: 23. Klavierkonzert in A-Dur, KV 488, 2. Satz (Adagio). Ensemble Enigma Classica, Anna Handler (Klavier). München, 2019. Video auf YouTube (5:52 min).
- Wolfgang Amadeus Mozart: 23. Klavierkonzert in A-Dur, KV 488, 3. Satz (Allegro). Ensemble Enigma Classica, Anna Handler (Klavier). München, 2019. Video auf YouTube (8:14 min).

## Auszeichnungen
- 2023: Juilliard Kovner Fellowship für herausragende Studenten der klassischen Musik[12]
- 2020: Maria-Ladenburger-Förderpreis[9]
- 2019: Rising Star Award der Europäischen Kulturstiftung Europamusicale[10]
- 2018: Preisträgerin des Internationalen Hans-von-Bülow-Wettbewerbs in der Disziplin „Dirigieren vom Klavier aus“[1]

## Rezeption
„Bestechend ist vor allem die Ausdruckskraft ihres Spiels und ihre eindrucksvolle Präsenz, die sie zum selbstverständlichen Zentrum des Geschehens werden lässt, sie lebt ‚ihre‘ Musik. ‚Ihre‘ ist bewusst gewählt, weil sie sich die Musik ganz und gar zu ihrer eigenen macht. Sie liefert nie ab, sondern verlebendigt. Stilistisch ist sie absolut sicher, ihre persönliche Kadenz beim Mozart-Konzert und ihr souveränes Dirigat vom Klavier belegen das klar.“

„Wer einmal beobachten will, was an direkter Kommunikation zwischen einem Orchester und seiner Dirigentin alles so möglich ist, muss das Ensemble Enigma Classica unter seiner Gründerin Anna Handler hören. Jedes aufmunternde Lächeln, jeder scharfe Blick, jede anregende Geste führt bei den exzellenten jungen Musikern, die wie hypnotisiert auf ihre Chefin achten, zu einer unmittelbar hörbaren Konsequenz. Doch die Münchnerin, noch nicht Mitte zwanzig Jahre alt, ist unendlich mehr als ein Motivations-Coach: Ihre Dirigiertechnik ist makellos.“